# Buchbrunn
Buchbrunn – miejscowość i gmina w Niemczech, w kraju związkowym Bawaria, w rejencji Dolna Frankonia, w regionie Würzburg, w powiecie Kitzingen, wchodzi w skład wspólnoty administracyjnej Kitzingen. Leży około 3 km na północny zachód od Kitzingen, przy drodze B8 i linii kolejowej Monachium – Norymberga – Würzburg, niedaleko autostrady A7.

## Demografia
| Rok  | Liczba mieszk. |
| ---- | -------------- |
| 1970 | 804            |
| 1987 | 827            |
| 2000 | 985            |

## Oświata
(na 1999)

W gminie znajduje się 50 miejsc przedszkolnych (z 48 dziećmi) oraz szkoła podstawowa (25 nauczycieli, 403 uczniów).